# 李福恩
李福恩（1964年4月6日—），雲林縣人，臺灣男子田徑運動員，身高184公分，輔仁大學畢業。曾於1983年、1989年兩度獲得亞洲田徑錦標賽十項混合運動金牌，獲選「73年中華民國青年獎章」、「1990年全國十大傑出青年」。

## 運動生涯
李福恩原本主攻跳高，在國中3年級時，就已跳過1公尺96，被選入左營訓練中心優秀青少年田徑訓練營培訓。1980年5月，在台灣區中學運動會中，李福恩跳過2公尺08，創下亞洲高中學生跳高最佳紀錄。
由於身材高、彈跳性佳，又有很好的速度和爆發力，因此開始朝十項全能運動發展。1981年的台灣區運動會，他首次參加十項全能運動比賽，就以總分6920分，直逼名將古金水的7067分而獲得銀牌，也開始了兩人長達10多年的瑜亮之爭。
1983年11月10日，他贏得亞洲田徑賽十項全能運動金牌，也是他的第一面國際比賽金牌。1989年11月18日，他再度贏得亞洲田徑賽十項全能運動金牌。
1990年9月29日的第十一屆亞運會十項全能運動比賽中，李福恩在前7項比賽以5778分居領先地位，卻在第8項最拿手的撐竿跳高比賽時，3次未過起跳高度4公尺70，最後僅以9項成績7036分排在第5名，痛失亞運金牌。
相隔一個月後的10月29日，他在高雄舉行的「七十九年台灣區運動會」中，以5公尺30締造撐竿跳高全國紀錄。由此可見其撐竿跳高實力，早已遠遠超過亞運會時所選定的起跳高度，未獲金牌著實可惜。
卸下運動員身分後，轉入教職，曾於國立中央大學任教，後任職國立高雄大學運動健康與休閒學系（所）。

## 外部連結
- 李福恩在国际奥林匹克委员会的资料
- 李福恩在的頁面
- {|李福恩於國立高雄大學運動健康與休閒學系(所)的教師網頁 （页面存档备份，存于）}